# Гончаров, Виктор Николаевич
Виктор Николаевич Гончаров (20 марта 1976, Москва, СССР) — российский футболист, играл на позиции полузащитника.

## Карьера
Воспитанник московской школы «Крылья Советов». В 1995 году попал в заявку московского «Спартака», однако 2,5 сезона выступал за дубль. Летом 1997 года перебрался в «Тюмень», за которую в высшей лиге дебютировал 16 июля 1997 года в выездном матче 18-го тура против «Ростсельмаша», заменив на 69-й минуте встречи Михаила Потыльчака. В 2000 году перешёл в «Химки». В 2001 году выступал за минское «Динамо». С 2004 по 2005 годы играл за казахстанский клуб «Восток». Завершил профессиональную карьеру в 2006 году в клубе «Зоркий».